# ماثيو سبيرانوفيتش

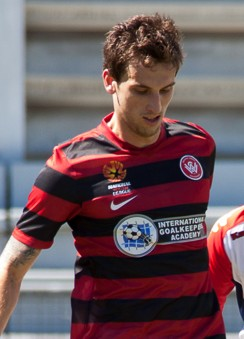
سبيرانوفيتش مع ويستيرن سيدني واندررز

ماثيو توماس سبيرانوفيتش (بالإنجليزية: Matthew Thomas Špiranović)‏ (ولد في 27 يونيو 1988 في غيلونغ) لاعب كرة قدم دولي أسترالي يلعب حاليا لصالح ويستيرن سيدني واندررز في مركز قلب الدفاع منذ 2013.